# 純貞孝皇后

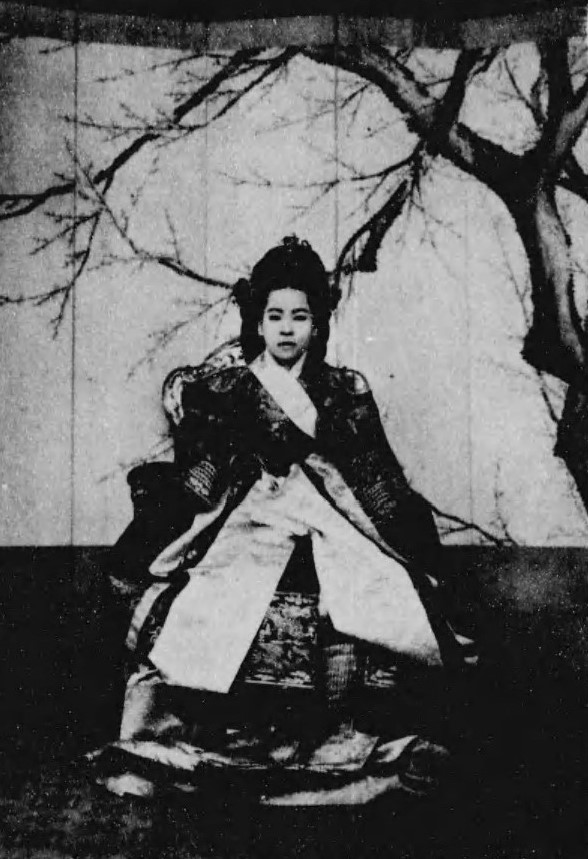
純貞孝皇后。1910年代

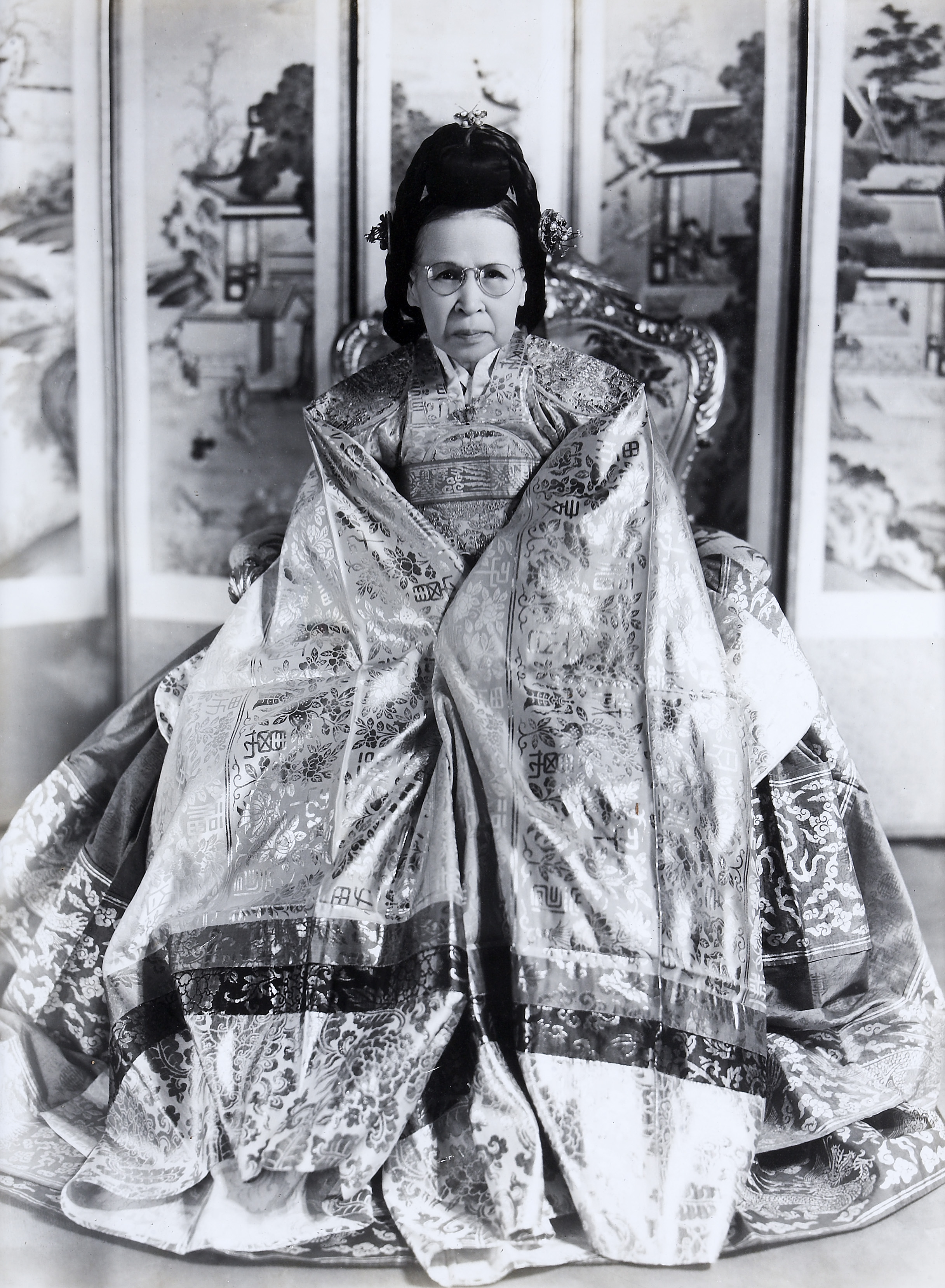
晩年の純貞孝皇后

純貞孝皇后尹氏（じゅんていこうこうごう いんし、スンジョンヒョファンフ ユンシ）は、大韓帝国の第2代（最後の）皇帝・純宗の2番目の妃。本貫は海平尹氏。

## 生涯
尹沢栄の娘として京畿道楊根郡に生まれる、本名は曾順（そじゅん、ジュンスン、朝鮮語: 증순）。光武8年（1904年）に当時皇太子妃だった閔氏が病気で薨去したことに伴い、光武10年（1906年）にわずか12歳で20歳上の東宮の継妃に冊封された。この際、父と高宗の妃であった純献皇貴妃の間に、巨額の賄賂が行き交ったという風説が飛び交った。翌隆熙元年（1907年）7月20日に夫の即位に伴い、皇后となった。
隆熙4年（1910年）の日韓併合に伴う形で李王妃となって以降は、しばらくの間は昌徳宮の大造殿に住み続けたが、大正15年（1926年）4月に同じ昌徳宮の楽善斎に居を移した。
光復後の1950年に朝鮮戦争が勃発した際は、昌徳宮に侵入する人民軍の兵士たちを大声で怒鳴りつけて、その場にいた全員を追い払ったなどという逸話もある。しかし、戦況の悪化に伴い、翌1951年にアメリカ軍の保護のもと宮殿から離れることとなり、以降は釜山で避難生活を送った。1953年の休戦に伴い、宮殿に戻ろうと試みたものの、皇后の国民からの人気を恐れた李承晩大統領の妨害によって実現せず、以降はソウルの城北区・貞陵の修仁斉に居を構えた。
1960年に、前旧皇室事務総局長の呉在璟の尽力によって、昌徳宮に戻ることに成功し、以降は日本から帰国した徳恵翁主や李垠・方子夫婦と共に、昌徳宮の楽善斎で過ごした。
晩年は仏教に帰依し、「大智月」という法名を受けたほか、亡くなるまで国文学や仏典の研究を続けていただけでなく、タイム誌を欠かさず購読するなど、英語の学習も怠らなかったという逸話もある。
1966年2月3日、昌徳宮の錫福軒において心臓麻痺により死去。葬儀は国葬として執り行われ、遺体は京畿道楊州郡渼金面（現在の南楊州市）にある裕陵に夫純宗と共に埋葬された。

## 称号

### 大韓帝国
- 大韓帝国皇太子妃（1906年 - 1907年7月20日）
- 大韓帝国皇后（1907年7月20日 - 1926年4月24日）
- 大韓帝国皇太后（1926年4月24日 - 1966年2月3日）

### 日本
- 昌徳宮李王妃（1910年8月22日 - 1926年4月24日）
- 昌徳宮李王大妃（1926年4月24日 - 1947年5月3日）

## 栄典
- 1915年（大正4年）11月10日  - 勲一等宝冠章(宝冠大綬章) [2]
- 1940年（昭和15年）8月15日 - 紀元二千六百年祝典記念章[3]